# Estrecho del Endeavour
El Estrecho del Endeavour (en inglés: Endeavour Strait) es un estrecho que une el continente australiano y la Isla Príncipe de Gales, en el extremo sur del estrecho de Torres. Fue nombrado así en 1770 por el explorador James Cook, en honor de su propia nave, el Endeavour, y usando el estrecho como el paso hacia el Océano Índico en su viaje.
El estrecho del Endeavour es de aproximadamente treinta millas terrestres (50 km) de longitud desde la punta más septentrional hasta las extremidades del sur, y varía de dos a seis millas (3 a 10 km) de ancho. Es, en promedio, de entre siete y ocho brazas (15 m) de profundidad, y su suelo de arena tiene una capa espesa de coral. El estrecho es generalmente seguro para viajar a través de él, aunque, para los buques más grandes, existe el peligro potencial en el extremo occidental del estrecho, en el punto que lo conecta con el Mar de Arafura, donde la profundidad del agua es de sólo en torno a tres brazas de profundidad (5 m).